# Ема Тилман
Емалин Фаншон Меј „Ема” Фауст Тилман (енгл. Fanchon May “Emma” Faust Tillman; Гибсонвил, 22. новембар 1892 — Ист Хартфорд, 28. јануар 2007) била је америчка суперстогодишњакиња која је према гинисовој књизи рекорда носила титулу најстарије живе жене на свету од 18. до 28. јануара 2007. године, а затим и титулу најстарије живе особе на свету од 24. до 28. јануара 2007. године.

## Биографија
Ема Тилман рођена је у Гибсонвилу, Северна Каролина, Сједињене Америчке Државе, 22. новембра 1892. године.
Године 1914. удала се за Артура Тилмана, а имали су две ћерке, Дорис и Марџори. Били су у браку 25 година пре Артурове смрти 1939. године. Након што се преселила у град Хартфорд 1918. године, у почетку је нашла посао као куварица, собарица и угоститељ за забаве, пре него што је започела сопствени посао за печење и угоститељство.
Никада није пила ни пушила, а имала је доживотни хоби картање. До своје 110. године живела је сама, а већину дана је посећивала локални центар за старије особе да би играла бриџ и дружила се. Свој 108. рођендан прославила је у казину, где је одбила помоћ инвалидских колица и читаву ноћ је шетала само са штапом. Касније је у истом казину прославила и свој 112. рођендан.
18. јануара 2007. године, након смрти 115-годишње Џули Винефред Бертран из Канаде, постала је најстарија жива жена на свету. Само шест дана касније, 24. јануара 2007. године, након смрти 115-годишњег Емилијана Меркада дел Тороа из Порторика, постала је најстарија жива особа на свету.
Ема Тилман преминула је у Ист Хартфорд, Конектикат, Сједињене Америчке Државе, 28. јануара 2007. године, у доби од 114 година и 67 дана.